# Gino Fechner
Gino Fechner (Bochum, 1997. szeptember 5. –) német utánpótlás-válogatott labdarúgó, aki jelenleg az 1. FC Kaiserslautern játékosa.

## Statisztika
2017. június 22. szerint.
| Klub          | Szezon   | Bajnokság | Bajnokság | Kupa  | Kupa | Nemzetközi | Nemzetközi | Összesen | Összesen |
| Klub          | Szezon   | Mérk.     | Gól       | Mérk. | Gól  | Mérk.      | Gól        | Mérk.    | Gól      |
| ------------- | -------- | --------- | --------- | ----- | ---- | ---------- | ---------- | -------- | -------- |
| RB Leipzig II | 2015-16  | 17        | 0         | -     | -    | -          | -          | 17       | 0        |
| RB Leipzig II | 2016-17  | 18        | 0         | -     | -    | -          | -          | 18       | 0        |
| RB Leipzig II | Összesen | 35        | 0         | 0     | 0    | 0          | 0          | 35       | 0        |
| RB Leipzig    | 2015-16  | 0         | 0         | 0     | -    | 0          | -          | 0        | 0        |
| RB Leipzig    | Összesen | 0         | 0         | 0     | 0    | 0          | 0          | 0        | 0        |
| Összesen      | Összesen | 35        | 0         | 0     | 0    | 0          | 0          | 35       | 0        |

## Család
Édesapja, Harry Fechner labdarúgó, valamint testvére Robin Fechner is játékos.